# Die Rettung der uns bekannten Welt
Die Rettung der uns bekannten Welt ist eine Tragikomödie von Til Schweiger, die im November 2021 in die deutschen Kinos kam.

## Handlung
Auf den ersten Blick ist Paul ein ganz normaler 18-Jähriger, doch er ist bipolar und leidet unter radikalen manischen und depressiven Emotionsschüben. Als eine depressive Episode in einem Suizidversuch endet, muss ihn sein alleinerziehender Vater Hardy in ein Therapiezentrum für psychisch kranke Jugendliche einweisen, wo er lernen soll, mit seiner Krankheit umzugehen. Hier trifft Paul auf Jugendliche, die ebenfalls mit psychischen Problemen zu kämpfen haben.

## Produktion
Regie führte Til Schweiger, der gemeinsam mit Lo Malinke auch das Drehbuch schrieb. Der aus Berlin stammende Schauspieler und Sänger Emilio Sakraya spielt den Protagonisten Paul. Schweiger spielt dessen Vater Hardy.
Die Dreharbeiten fanden zwischen Anfang September und Anfang November 2020 an verschiedenen Orten in Nordrhein-Westfalen und Bayern statt. In Bayern wurde am Ammersee, am Walchensee sowie auch in Kaufbeuren, Ramsau und München gedreht, während in NRW unter anderem am Nikolauskloster bei Jüchen Aufnahmen erfolgten. Als Kameramann fungierte René Richter. Die Premiere war Anfang November 2021 in der Lichtburg in Essen. Am 11. November 2021 kam der Film in die deutschen Kinos.

## Pressekritiken
Der Film erhielt gleichermaßen Lob und Kritik. 
So findet das Magazin Cinema den Film zwar „rund zwanzig Minuten zu lang“ und kritisiert den Einsatz des Soundtracks und mancher Slapstickeinlagen, doch gebe es „mindestens genauso viele Momente in Die Rettung der uns bekannten Welt, die lange im Gedächtnis bleiben“, zudem seien die Darsteller „nahezu perfekt gecastest“. Die Zeitschrift resümiert, der Film sei eine „stark gespielte und besetzte Tragikomödie“, die trotz einiger Schwächen bewege.
Jochen Werner beschreibt den Film in Deutschlandfunk Kultur als „geschmacklos und durchgeknallt“, jedoch sei er „in seiner Durchgeknalltheit auch irgendwie einzigartig und faszinierend“.
Andrea Burtz meint in WDR Kino, der Film erinnere an die Tragikomödie Honig im Kopf. „Ernstes Thema – diesmal bipolare Störung – durch komödiantische Elemente aufgelockert.“
Marie-Luise Goldmann schreibt in der Zeitung Die Welt über den Film: „Der wichtigste Film zur Corona-Krise stammt ausgerechnet von Til Schweiger“. Man ahne, dass es Schweiger diesmal um mehr gehe als um Unterhaltung.
Dieter Oßwald konstatiert in programmkino.de, es sei ein „typischer Schweiger“-Film. „Die Lässigkeit mag bisweilen läppisch geraten, die Lovestory sich im Klischee-Gestrüpp verheddern und die Kids einen Kick zu altklug wirken“, jedoch „tue das dem charmanten Kern der bewegenden Geschichte und ihren glaubhaften Figuren keinen Abbruch“. Hauptdarsteller Emilio Sakraya überzeuge und beherrsche „mit scheinbarer Leichtigkeit die emotionale Achterbahn von himmelhoch jauchzend bis zu Tode betrübt“.

## Trivia
An der Premierenveranstaltung des Films überreichte die Film-Produktionsfirma Warner Bros. Entertainment Germany einen Scheck in Höhe von 25.000 Euro an die Deutsche Gesellschaft für Bipolare Störungen. Die Premiere des Films fand ohne den Regisseur Til Schweiger statt, da dieser an einer Lebensmittelvergiftung, vermutlich ausgelöst durch eine Auster, litt.